# Casa de Antonio Iraola de Goicochea
La Casa de Antonio Iraola de Goicochea es un edificio de estilo regionalista, situado en la plaza de España de la ciudad española de Melilla, que forma parte del Conjunto Histórico Artístico de la Ciudad de Melilla, un Bien de Interés Cultural.

## Historia

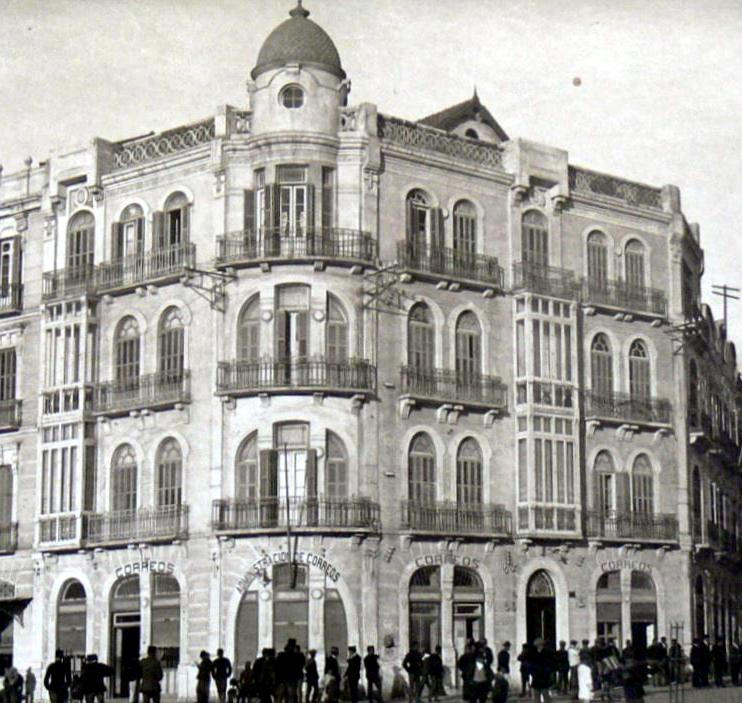
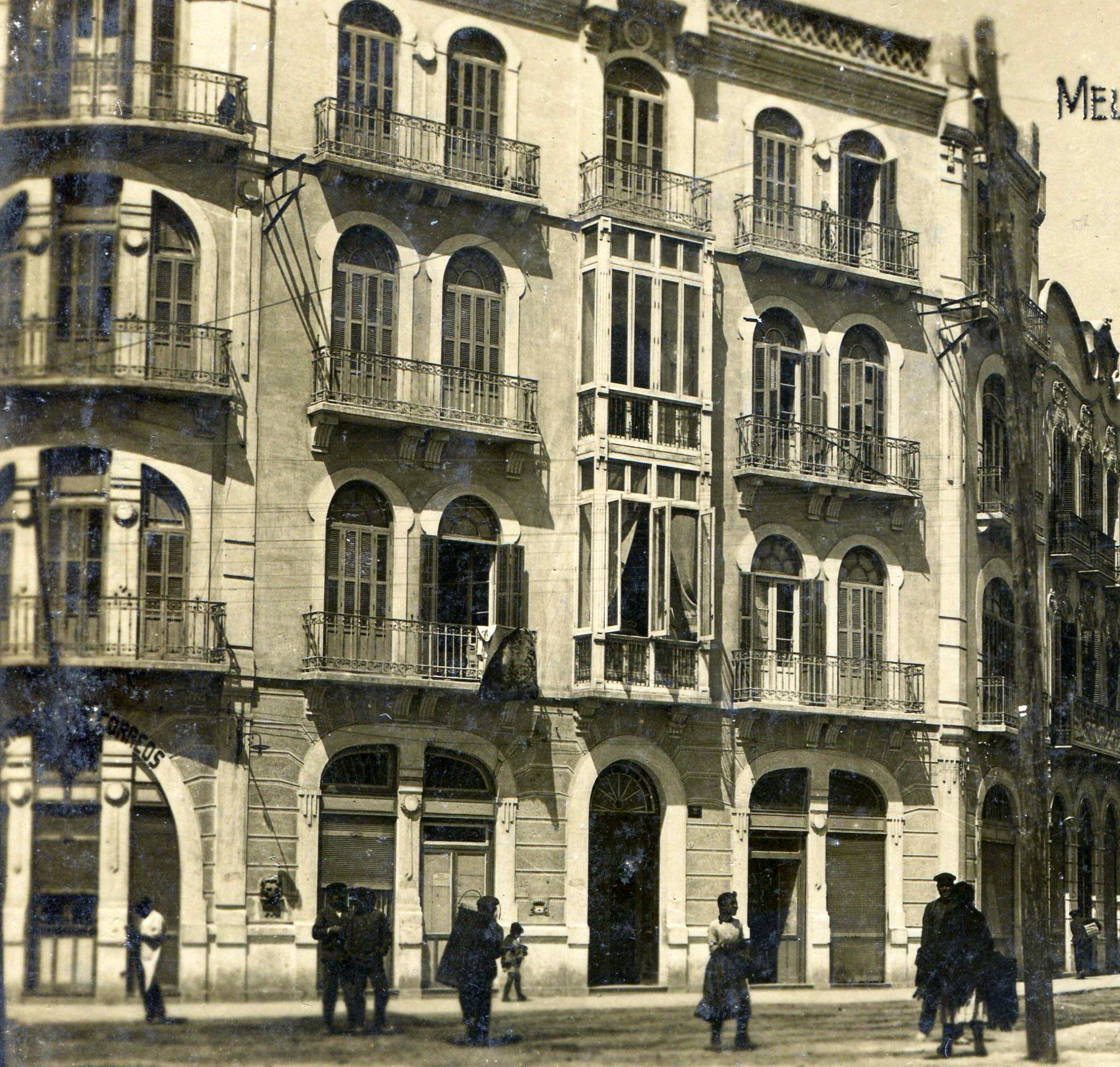

Construido en 1911, según diseño del arquitecto Antonio Baena para Antonio Iraola de Goicochea, perdió su decoración modernista entre diciembre de 1952 y enero de 1953, siendo simplificada a regionalista por el arquitecto J. A. de la Sala.
Hasta 1940 albergó las oficinas de Correos y Telégrafos.

## Descripción
Consta de planta baja y tres plantas. Está construido con paredes de mampostería de piedra local y ladrillo macizo, con vigas de hierro y bovedillas del mismo tipo de ladrillo. Sus fachadas están compuestas de bajos, hoy destruidos, y unos pisos superiores —compuestos por un balcón corrido con rejerías por cada dos ventanas, con arcos de medio punto, por miradores de madera de dos plantas en el extremo de la fachada que da a la plaza de España y en el centro de la fachada que da a la calle Ejército Español— que acaban en el pretil de la azotea, con detalles ornamentales en forma de círculos. El edificio cuenta además con un chaflán con balcones corridos que finalizan en una cúpula gallonada.